# 141
Het jaar 141 is het 41e jaar in de 2e eeuw volgens de christelijke jaartelling.

## Gebeurtenissen

### Italië
- Keizer Antoninus Pius geeft opdracht voor de bouw van de Tempel van Antoninus en Faustina, dit ter ere van zijn vergoddelijkte vrouw Faustina de Oudere.
- De Tempel van Venus en Roma wordt voltooid, de werkzaamheden zijn reeds aan de gang sinds de regeerperiode van Hadrianus.

### Klein-Azië
- In Lycië (huidige Turkije) wordt de stad Myra getroffen door een aardbeving, de Tempel van Artemis stort volledig in.

## Overleden
- Philo van Byblos, Grieks historicus en schrijver